# Доклендс (стадион)
Марвел Стэдиум (англ. Docklands Stadium) — многоцелевой спортивно-развлекательный стадион в Мельбурне (Австралия). Строительство началось в октябре 1997 года под рабочим названием «Виктория Стэдиум», и было завершено в 2000 году за сумму 460 миллионов австралийских долларов.
Первоначально был построен в качестве замены «Уэверли Парка». Стадион используется для матчей австралийского футбола и является штаб-квартирой Австралийской футбольной лиги.
Стадион также является домашним стадионом футбольного клуба «Мельбурн Виктори», местом проведения официальных матчей по крикету, регбилигу, регби, а также рядом специальных мероприятий и концертов.
В октябре 2014 года было объявлено, что управление стадиона подписало пятилетний контракт на проведения австралийского этапа Спидвей Гран-при.

## История
31 октября 1996 года было объявлено, что новый стадион заменит «Уэверли Парк» и будет штаб-квартирой Австралийской футбольной лиги (АФЛ). В 2025 году АФЛ станет полноправным владельцем стадиона.
«Доклендс», как и «Уэверли», был построен в первую очередь для австралийского футбола, в отличие от большинства стадионов в Австралии такого же размера, которые предназначены для игры в крикет.
Первый матч состоялся в первом раунде АФЛ сезона 2000 между «Эссендоном» и «Порт-Аделаидой». Матч посетило 43,012 зрителей, а игра завершилась победой хозяев.
16 августа 2000 года был проведён Однодневный международный матч.
«Доклендс» стал первым стадионом в Австралии, которое имеет подвижные сидения. Все 4 уровня одного яруса стадиона могут быть перемещены до 18 метров вперед в прямоугольную конфигурацию. Впервые они были использованы на игре «Мельбурн Сторм» в июле 2001 года. Несмотря на то, что сидения являются ключевой особенностью стадиона, они редко используются, ввиду повреждения дерна.
В 2006 году был домашней площадкой Австралии против Новой Зеландии в серии турнира «Трёх наций». На чемпионате мира 2006 принял матч австралийцев против англичан.
В 2015 году по периметру стадиона на 1 и 2 уровнях была добавлена светодиодная реклама.
24 октября 2015 года на стадионе прошёл австралийский этапа Спидвей Гран-при (длиной 346 метров (378 ярдов)). Это был второй раз, после Сиднея в 2002 году, когда Австралия проводила этап Гран-при. Победителем стал 45-летний американец Грег Хенкок, который также был победителем в Сиднее в 2002 году. Вторым стал датчанин Нильс-Кристиан Иверсен, а третьим — поляк Мацей Яновский.

## Разовые мероприятия
События, которые были проведены на стадионе, включают в себя концерты известных исполнителей.
28 февраля 2003 года рок-группа Kiss вместе с мельбурнским симфоническим оркестром на «Доклендсе» записала концертный альбом Kiss Symphony: Alive IV.
В 2001 году на стадионе прошёл единственный матч национальной футбольной лиги между «Мельбурн Найтс» и «Саут Мельбурн».
WWE реализовали не телевизионное живое выступление на стадионе 10 августа 2002 года в рамках тура WWE Global Warning. Мероприятие посетило 56,734 болельщика.
14 ноября 2015 года на стадионе «Этихад» был проведён UFC 193. Это первое событие UFC, которое проходило в Мельбурне. Оно привлекло рекордную посещаемость размером 56,214 поклонников, побив предыдущий рекорд, который был зафиксирован на UFC 129 (55,724 зрителя) на «Роджерс Центр» (Торонто, Канада).

### Концерты
| Дата                    | Артист(ы)                                        | Посещаемость | Примечания                         |
| ----------------------- | ------------------------------------------------ | ------------ | ---------------------------------- |
| 1 декабря 2002          | Red Hot Chili Peppers                            | 21,729       | By The Way Tour                    |
| 28 февраля 2003         | Kiss                                             | 59,958       | Kiss Symphony: Alive IV            |
| 20 марта 2003           | Bruce Springsteen & the E Street Band            |              | The Rising Tour                    |
| 10 декабря 2003         | Робби Уильямс                                    | 57,027       | 2003 Tour                          |
| 17 декабря 2005         | Green Day                                        |              | American Idiot World Tour          |
| 18–19 ноября 2006       | U2                                               | 127,275      | Vertigo Tour                       |
| 17–18 декабря 2006      | Робби Уильямс                                    | 125,274      | Close Encounters Tour              |
| 13–15 ноября 2008       | Андре Рьё                                        |              | Вместе с Оркестром Иоганна Штрауса |
| 20 ноября 2009          | Pearl Jam                                        | 45,000       | Backspacer Tour                    |
| 3 марта 2010            | Джордж Майкл                                     | 47,000       | George Michael Live in Australia   |
| 11,13 и 15 февраля 2010 | AC/DC                                            | 181,495      | Black Ice World Tour               |
| 1 и 3 декабря 2010      | U2                                               | 105,312      | U2 360° Tour                       |
| 11 декабря 2010         | Bon Jovi                                         | 54,414       | The Circle Tour                    |
| 31 декабря 2010         | Armin van Buuren                                 | 15,000       | 'Armin Only Mirage'                |
| 1 декабря 2011          | Eminem                                           | 61,405       | The Recovery Tour                  |
| 13 ноября 2012          | Coldplay                                         | 63,378       | Mylo Xyloto Tour                   |
| 5 января 2013           | Мэрайя Кэри                                      | 46,500       | Australian tour                    |
| 5–6 марта 2013          | Kiss/Mötley Crüe                                 |              | Monster Tour                       |
| 7 и 8 декабря 2013      | Bon Jovi                                         | 91,505       | Because We Can: The Tour           |
| 14 декабря 2013         | Тейлор Свифт                                     | 47,257       | Red Tour                           |
| 19 февраля 2014         | Eminem                                           | 59,675       | Rapture Tour                       |
| 18 и 19 сентября 2014   | Джастин Тимберлейк                               | 41,777       | The 20/20 Experience World Tour    |
| 14–15 февраля 2015      | One Direction                                    | 59,253       | On the Road Again Tour             |
| 28 февраля 2015         | Foo Fighters                                     | 56,981       | Sonic Highways World Tour          |
| 6 и 8 декабря 2015      | AC/DC                                            |              | Rock or Bust World Tour            |
| 12-14 февраля 2016      | Королевский эдинбургский парад военных оркестров | 152,673      | 5 выступлений                      |
| 16 ноября 2016          | Бейонсе                                          |              | Formation World Tour               |
| 9 и 10 декабря 2016     | Coldplay                                         |              | A Head Full of Dreams Tour         |

## В культуре
Стадион появился в фильме 2007 года «Призрачный гонщик». Он также появился в клипе певицы Джессики Маубой на песню Running Back. Присутствовал в сериалах «Отдел убийств» от телеканала «Seven Network» и «На грани» от телеканала «Network Ten».